# Albert Alcoz
Albert Viñas Alcoz, más conocido como Albert Alcoz (Barcelona, 1979) es un cineasta especializado en cine y vídeo experimental, curador de artes visuales, educador y escritor español.

## Biografía
Licenciado en Bellas Artes por la Universidad de Barcelona, se doctoró en Teoría, análisis y documentación cinematográfica por la Universidad Pompeu Fabra en 2016. Su trabajo se centra en la confluencia entre las prácticas fílmicas, las artes visuales y el sonido. Desde 2005 realiza películas en formatos fílmicos —Super 8, 16 mm—. En 2013 inició, junto con Alberto Cabrera Bernal, el proyecto 'Angular', un sello editorial en DVD de cine experimental internacional. Alcoz también imparte clases de cultura audiovisual en centros de enseñanza secundaria y arte cinematográfico y videocreación en la Facultad de Bellas Artes de la Universidad de Barcelona.
Ha formado parte de diversas plataformas audiovisuales dedicadas a la producción, la exhibición y el análisis cinematográfico, como son las webs Venusplutón! y Blogs&Docs, la revista Found Footage Magazine, el Laboratorio Reversible o los ciclos de proyecciones Amalgama, Cinema Anèmic y CRANC. También escribe en distintas publicaciones como la sección Cultura/s del diario La Vanguardia, entre otras. Desde mayo de 2006 escribe la web Visionary Film sobre cine de vanguardia y cine experimental actual. Su primer libro se titula Resonancias fílmicas. El sonido en el cine estructural (1960-1981) (Shangrila, 2017).
Ha proyectado sus trabajos en distintos lugares de todo el mundo como en el Anthology Film Archives de Nueva York, la National Gallery de Dublín y festivales como el EXiS (Experimental Film And Video Festival) de Seúl; también en exhibiciones de México y Argentina o en España (ARTIUM de Vitoria, Festival Punto de Vista de Pamplona o el espacio CaixaForum Madrid).